# Eordea bicolor
Eordea bicolor är en spindelart som beskrevs av Simon 1899. Eordea bicolor ingår i släktet Eordea och familjen täckvävarspindlar. Inga underarter finns listade i Catalogue of Life.